# Pseudotaranis
Pseudotaranis är ett släkte av snäckor. Pseudotaranis ingår i familjen Turridae.
Kladogram enligt Catalogue of Life:
| Pseudotaranis | \| \| Pseudotaranis hyperia \| \| \| \| \| \| Pseudotaranis strongi \| \| \| \| |
|               | \| \| Pseudotaranis hyperia \| \| \| \| \| \| Pseudotaranis strongi \| \| \| \| |
|               | Pseudotaranis hyperia                                                           |
|               |                                                                                 |
|               | Pseudotaranis strongi                                                           |
|               |                                                                                 |